# 1694

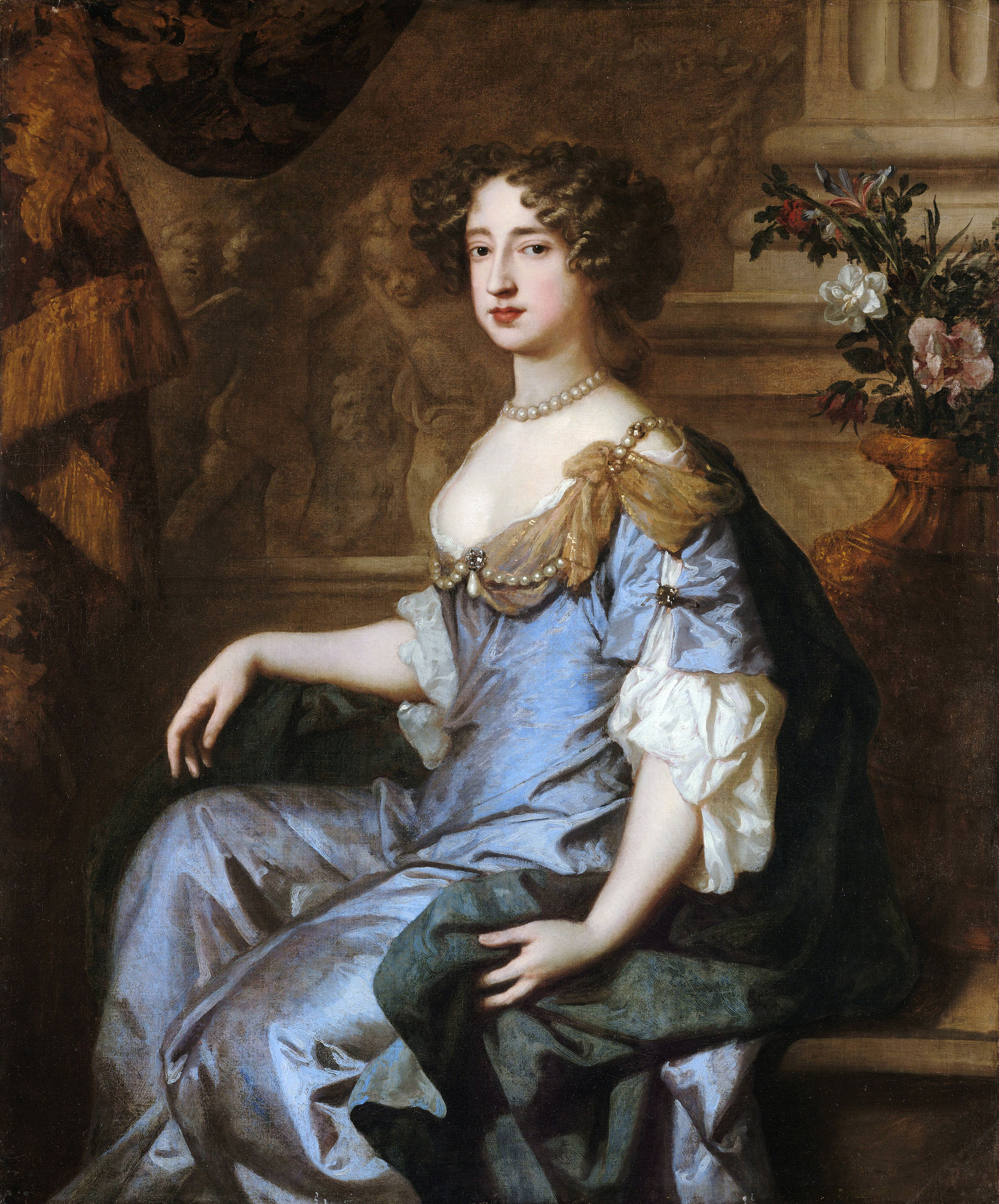
Maria II van Engeland

Het jaar 1694 is het 94e jaar in de 17e eeuw volgens de christelijke jaartelling.

## Gebeurtenissen
juni
- 29 - In de Slag bij Texel redden de Duinkerker kapers onder aanvoering van Jan Baert een konvooi van 96 Franse schepen met graan aangekocht in de Scandinavische landen. Dit is in de handen van Hollanders gevallen. Baert slaagt erin de Hollanders het graan afhandig te maken. Als gevolg hiervan daalt de graanprijs in Frankrijk met 90% (van 30 tot 3 pond per schepel).

juli
- 23 - Tijdens de Negenjarige Oorlog wordt Dieppe in Normandië aangevallen door een Engels-Nederlands eskader onder leiding van admiraal lord John Berkeley of Stratton en de luitenant-admiraal Philips van Almonde. Tijdens het 36 uur durende bombardement van zes oorlogsschepen en negen galjoten raken de haven en stad zwaar beschadigd.
- 27 - De Engelse minister van Financiën, Charles Halifax, richt de Bank of England op.

oktober
- 25 - De aartsbisschop en keurvorst van Keulen, Jozef Clemens van Beieren, wordt tevens prins-bisschop van Luik.

november
- 8 - Paus Innocentius XII bevestigt de benoeming van Philips Erard van der Noot tot bisschop van Gent.

zonder datum
- In Nederland komt de generaliteitsgulden in omloop.

## Muziek
- Tomaso Albinoni schrijft zijn 12 trio sonatas Opus 1
- Arcangelo Corelli componeert 12 sonatas da camera, Opus 4

## Bouwkunst

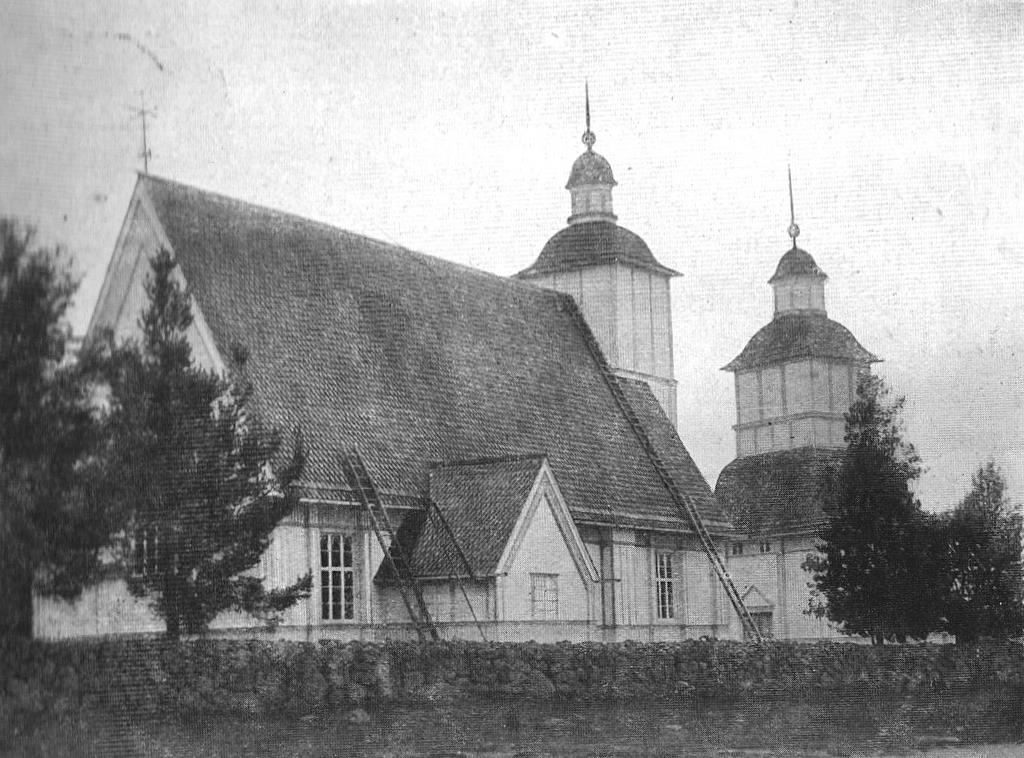
Oude kerk van Ii, Finland

## Geboren
januari
- 3 - Paulus van het Kruis, Italiaans heilige (overleden 1775)

juni
- 4 - François Quesnay, Frans arts en econoom (overleden 1774)

juli
- 4 - Louis-Claude d'Aquin, Frans componist, organist en klavecimbelspeler (overleden 1772)

september
- 9 - John Vanderbank, Engels kunstschilder (overleden 1739)

november
- 21 - Voltaire, Frans schrijver en filosoof (overleden 1778)

december
- 28 - Česlav Vaňura, Tsjechisch componist (overleden 1736)

## Overleden
maart
- 22 - Philippe Vleughels (74), Zuid-Nederlands kunstschilder

mei
- 17 - Johann Michael Bach (45), Duits componist en organist

december
- 28 - Maria II van Engeland (32), koningin van Engeland, Ierland en Schotland en echtgenote van Willem III van Oranje

datum onbekend
- Margaretha van Bancken (~66), Nederlands uitgever